# Xot de Sri Lanka
El xot de Sri Lanka (Otus thilohoffmanni) és una espècie d'ocell de la família dels estrígids (Strigidae). Habita la selva humida meridional de Sri Lanka. El seu estat de conservació es considera en perill d'extinció.